# カシミール・フンク

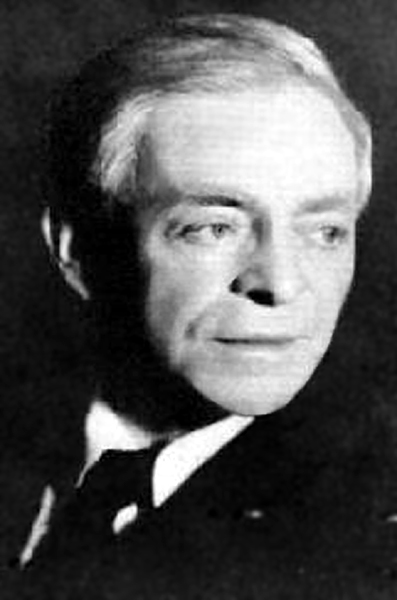
カシミール・フンク

カシミール・フンク（Casimir Funk, 1884年2月23日 - 1967年11月20日）は、ポーランドの生化学者。ビタミンの発見者、命名者として知られる。カシミールは英語での名前であり、ポーランドでの名はカジミェシュ・フンク (Kazimierz Funk)。 

## 経歴
ワルシャワでユダヤ系の家に生まれ、1904年にベルン大学で学位を取得。パリのパスツール研究所、ベルリン大学、ロンドンのリスター予防医学研究所などで研究。1915年にアメリカに渡り、1920年にはアメリカの市民権を取得している。その後一時ポーランドへ戻るが政情不安を理由にパリに移り、自分の研究所を持つようになる。同じ頃に結婚し、最終的には15人の父となった。
オランダの医師クリスティアーン・エイクマンによる玄米と白米を食べた人の脚気になりやすさについての記事を読んだことから、脚気の原因について研究した。1911年に米ぬかに含まれる化学物質が欠乏することによってこの病気が起ることを発見したと発表すると、1912年にこれを「重要な生命活動をつかさどるアミン」という意味の造語で「ビタミン」と名づけ、ビタミン摂取の重要性を主張した。これはビタミンB1であったが、その後ビタミンB2、ビタミンC、ナイアシン、チアミンなどを発見している。
ビタミン以外にも、ホルモン、糖尿病、消化性潰瘍、癌に関する研究を行った。
1967年にニューヨークで死去。